# Sandro Piaget
Sandro Piaget is een golfprofessional met de Monegaskische nationaliteit. Hij werd in Brazilië geboren en groeide op in Zwitserland.

## Amateur
Piaget had als amateur handicap +3. Zijn laatste overwinning was het Mind Coach Open.

## Professional
Piaget werd in 2007 professional.
In maart 2009 behaalde hij zijn eerste grote overwinning. Met zes slagen voorsprong won hij de TLA Tourschool in Florida.
Hij ging in 2006 al naar de Tourschool om te proberen toegang te krijgen tot de Europese Tour. Zes keer is dat nu mislukt, in 2012 speelde hij 13 toernooien op de Challenge Tour. In 2008 speelde hij voor het eerst een toernooi van de Europese Tour, in 2013 kwalificeerden Mark Laskey en hij zich voor het Saint Omer Open, dat zowel voor de Europese Tour als de Challenge Tour meetelt.

## Gewonnen
Tour de las Americas (TLA)
- 2009: Tourschool

All American Gateway Tour
- 2009: Beach Winter Series nr 5 (-15)
- 2012: March Abacoa Shootout
- 2013: River Club Shootout

MENA Tour
- 2013: Ghala Valley Open (207)